# Jeanette Fryer
Jeanette Fryer (1 de junio de 1960) es una botánica y taxónoma inglesa, del Real Jardín Botánico de Kew. Se ha especializado en el género Cotoneaster
Es titular curadora de la Colección Científica de Cotoneaster del NCCPG: Consejo Nacional para la Conservación de Plantas y Jardines.

## Algunas publicaciones
- jeanette Fryer, Bertil Hylmö. 2009. Cotoneasters: A Comprehensive Guide to Shrubs for Flowers, Fruit, and Foliage. Ed. il. de Timber Press, 344 pp. ISBN 0881929271

- -------------------, r.j. Makepeace. 1970. Weed Control Handbook

## Honores
Miembro de
- Sociedad linneana de Londres

### Galardones
- Medalla Lindley de la Royal Horticultural Society por su obra científica en el genus Cotoneaster.[1]

- La abreviatura «J.Fryer» se emplea para indicar a Jeanette Fryer como autoridad en la descripción y clasificación científica de los vegetales.[2]